# رانینگ اسپرینگز (کالیفرنیا)
رانینگ اسپرینگز (به انگلیسی: Running Springs) یک منطقهٔ مسکونی در ایالات متحده آمریکا است که در شهرستان سن برناردینو، کالیفرنیا واقع شده‌است. رانینگ اسپرینگز ۱۰٫۹۱۲ کیلومتر مربع مساحت و ۴٬۸۶۲ نفر جمعیت دارد و ۱٬۸۶۲ متر بالاتر از سطح دریا واقع شده‌است.